# Angst over Nevelland
Angst over Nevelland is het 32ste stripverhaal uit de reeks van De Rode Ridder. Het is geschreven door Willy Vandersteen en getekend door Eduard De Rop. De eerste albumuitgave was in 1967.

## Het verhaal
In opdracht van Koning Arthur rijdt Johan naar het Nevelland. De landheer, Gorkwin, behandelt zijn onderhorigen nog steeds als slaven. Johans opdracht luid deze toestand te beëindigen.
Op weg naar de burcht ontmoet hij de 'goochelaar' Trodamus welke hem onmiddellijk angst inboezemt. Als hij Gorkwin confronteert met de wil van de koning wil deze Johan laten ombrengen maar zijn gekrenkte eer verplicht hem ertoe een duel met Johan aan te gaan. Johan wint en dwingt Gorkin de vrijbrieven voor zijn onderhorigen te tekenen.
Gorkin is echter niet van plan zijn macht zomaar uit handen te geven en beraamt samen met zijn zus, Zelma, een plan om zijn ex-slaven terug aan hem te binden; hij laat Trodamus dood en verderf zaaien in het Nevelland en zegt de bevolking niets te kunnen doen daar hij hun heer niet meer is. Johan is echter nog niet ver genoeg gevorderd op zijn terugweg om niet geïnformeerd te worden door de streekbewoners. Hij besluit de bedrieglijke praktijken aan de kaak te stellen. Hij wordt echter gevangengenomen maar kan door hulp van Wenda, een plaatselijke boerendochter, ontsnappen.
Ondertussen ondervindt Gorkwin dat het zijn zus is die samenspant met Trodamus om de geldschatten te bemachtigen. De 3 komen in conflict met elkaar en uiteindelijk is het Johan die, samen met de streekbewoners, Gorkwin en zijn handlangers verslaat en zo de angst van Nevelland opheft.